# Hérouville
Hérouville – miejscowość i gmina we Francji, w regionie Île-de-France, w departamencie Dolina Oise.
Według danych na rok 1990 gminę zamieszkiwało 439 osób, a gęstość zaludnienia wynosiła 52 osób/km² (wśród 1287 gmin regionu Île-de-France Hérouville plasuje się na 840. miejscu pod względem liczby ludności, natomiast pod względem powierzchni na miejscu 458.).